# American Music Awards de 2007
O 35º American Music Awards foi realizado em 18 de novembro de 2007 no Nokia Theatre L.A. LIVE, em Los Angeles, nos Estados Unidos. A cerimônia foi apresentada pelo apresentador estadunidense Jimmy Kimmel.

## Performances
| Artista                                                   | Canção                                      | Apresentado por                      |
| Pré-show                                                  | Pré-show                                    | Pré-show                             |
| --------------------------------------------------------- | ------------------------------------------- | ------------------------------------ |
| The Cheetah Girls                                         | "Showstopper"                               | —                                    |
| Premiação                                                 |                                             |                                      |
| Fergie will.i.am                                          | "Fergalicious" Clumsy" Big Girls Don't Cry" | —                                    |
| will.i.am                                                 | "Heartbreaker"                              | —                                    |
| Nicole Scherzinger will.i.am                              | "Baby Love"                                 | —                                    |
| Avril Lavigne                                             | "Hot"                                       | One Republic                         |
| Rascal Flatts                                             | "Bless the Broken Road"                     | —                                    |
| Maroon 5                                                  | "Won't Go Home Without You"                 | Ryan Seacrest                        |
| Jonas Brothers                                            | "SOS"                                       | Jordin Sparks                        |
| Rihanna Ne-Yo                                             | "Umbrella" Hate That I Love You"            | Taye Diggs                           |
| Sugarland Beyoncé                                         | "Irreplaceable"                             | Chyler Leigh Justin Chambers         |
| Celine Dion                                               | "Taking Chances"                            | Josh Groban                          |
| Lenny Kravitz                                             | "I'll Be Waiting"                           | —                                    |
| Chris Brown                                               | "Kiss Kiss"                                 | Jennie Garth Mel B Helio Castroneves |
| Alicia Keys Junior Reid Beenie Man Chaka Demus and Pliers | "No One"                                    | Blair Underwood                      |
| Duran Duran                                               | "Falling Down"                              | Tony Hawk                            |
| Mary J. Blige                                             | "Just Fine"                                 | Snoop Dogg                           |
| Queen Latifah                                             | "I Know Where I've Been"                    | Amanda Bynes                         |
| Daughtry                                                  | "Over You"                                  | Jimmy Kimmel                         |

## Vencedores e indicados
| T-Mobile Text-In Artista do Ano (apresentado por Miley Cyrus)                                        | Artista Revelação                                                                                    |
| --- | --- |
| - Carrie Underwood - Akon - Daughtry - Fergie - Norah Jones                                          | - Daughtry - Plain White T's - Robin Thicke                                                          |
| Cantor de Pop/Rock (apresentado por Fabolous e Taylor Swift)                                         | Cantora de Pop/Rock (apresentado por Gene Simmons)                                                   |
| - Justin Timberlake - Akon - Timbaland                                                               | - Fergie - Beyoncé - Avril Lavigne                                                                   |
| Banda/Dupla/Grupo Pop/Rock                                                                           | Álbum de Pop/Rock (apresentado por Ashley Tisdale e Vanessa Hudgens)                                 |
| - Nickelback - Linkin Park - Maroon 5                                                                | - Daughtry - Daughtry - Minutes To Midnight - Linkin Park - FutureSex/LoveSounds - Justin Timberlake |
| Cantor de Country                                                                                    | Cantora de Country (apresentado por Chyler Leigh e Justin Chambers)                                  |
| - Tim McGraw - Toby Keith - Brad Paisley                                                             | - Carrie Underwood - Martina McBride - Taylor Swift                                                  |
| Banda/Dupla/Grupo de Country (apresentado por Christina Applegate e James Blunt)                     | Álbum de Country (apresentado por Slash e Scott Weiland)                                             |
| - Rascal Flatts - Big & Rich - Brooks & Dunn                                                         | - Some Hearts - Carrie Underwood - Let It Go - Tim McGraw - Me and My Gang - Rascal Flatts           |
| Artista de Rap/Hip Hop                                                                               | Banda/Dupla/Grupo de Rap/Hip Hop (apresentado por Kid Rock)                                          |
| - T.I. - Young Jeezy - Fabolous                                                                      | - Bone Thugs-n-Harmony - Pretty Ricky - Shop Boyz                                                    |
| Álbum de Rap/Hip Hop                                                                                 | Álbum de Soul/R&B (apresentado por Natasha Bedingfield e Sean Kingston)                              |
| - T.I. vs. T.I.P. – T.I. - Strength & Loyalty – Bone Thugs-n-Harmony - The Inspiration – Young Jeezy | - FutureSex/LoveSounds - Justin Timberlake - B'Day - Beyoncé - Double Up - R. Kelly                  |
| Cantor de de Soul/R&B (apresentado por Ashanti)                                                      | Cantora de de Soul/R&B (apresentado por Akon)                                                        |
| - Akon - Ne-Yo - T-Pain                                                                              | - Rihanna - Beyoncé - Fantasia                                                                       |
| Artista de Rock Alternativo                                                                          | Artista Adulto Contemporâneo (apresentado por Solange, Lyfe Jennings e Kirk Franklin)                |
| - Linkin Park - The White Stripes - My Chemical Romance                                              | - Daughtry - John Mayer - Norah Jones                                                                |
| Melhor Trilha Sonora (apresentado por Kellie Pickler e Matt Dallas )                                 | Artista Latino                                                                                       |
| - High School Musical 2 - Hairspray - Dreamgirls                                                     | - Jennifer Lopez - Daddy Yankee - Juan Luis Guerra                                                   |
| Artista Inspirador Contemporâneo                                                                     | Artista Internacional (apresentado por Usher)                                                        |
| - Casting Crowns - Jeremy Camp - tobyMac                                                             | Beyoncé                                                                                              |